# Archer Peak
Archer Peak är en bergstopp i Antarktis. Den ligger i Östantarktis. Nya Zeeland gör anspråk på området. Toppen på Archer Peak är 110 meter över havet.
Terrängen runt Archer Peak är lite kuperad. Trakten är obefolkad. Det finns inga samhällen i närheten. 